# بيامن عليا (مقاطعة تشرداول)
بيامن عليا (بالفارسية: پیامن علیا) هي قرية تقع في قسم زردلان الريفي (مقاطعة تشرداول) في إيران. يقدر عدد سكانها بـ 104 نسمة بحسب إحصاء 2016.